# Jamairia

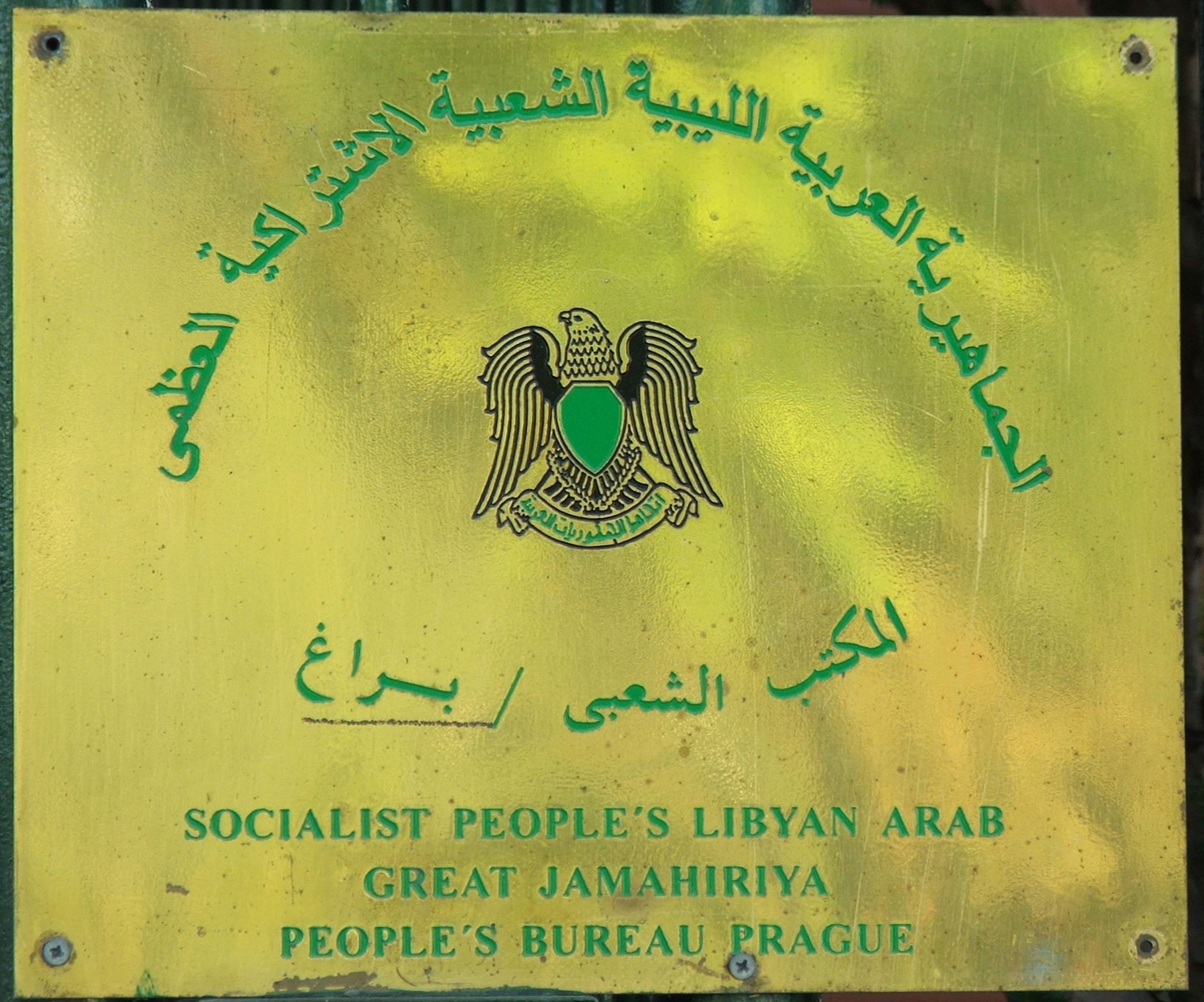
"Grande Jamahiriya Árabe Líbia Popular e Socialista"
(placa da Embaixada da Líbia em Praga)

Bandeira da Líbia (1977-2011)

Jamairia (em árabe: ﺟﻤﺎﻫﻴﺮﻳﺔ, também transliterado como Jamahiriya) é um termo árabe traduzido geralmente como "Estado das massas" que esteve presente no antigo nome oficial do Estado da Líbia – «Grande Jamahiriya Árabe Líbia Popular Socialista» – desde a "Declaração de Saba" em 2 de março de 1977  até 20 de outubro de 2011. O termo é um neologismo cunhado pelo então líder líbio Muammar al-Gaddafi em seu Livro Verde e destinado a descrever um tipo de Estado similar a "República Popular" dos Estados socialistas.
O fundamento desse sistema é a Terceira Teoria Universal, por sua vez baseada no nacionalismo árabe, no Estado de bem-estar social, e na democracia direta ou poder popular socialista, bem como um sistema moral islâmico que dentre outras coisas proibiu o álcool e jogos de azar. A esta mistura, Gaddafi denominou socialismo islâmico, onde economicamente era permitido o controle privado sobre as pequenas empresas e as empresas familiares no setor de serviços, embora o governo controlasse as empresas maiores.

## Etimologia
De yumhur (público ou multidão) procede a palavra yumhuriyya, "república", ou seja, que se refere ao público, como no latim res publica ou "coisa pública". O plural de yumhur é yamahir, "multidões", e daí, seguindo o mesmo esquema de yumhuriyya, a palavra yamahiriyya, que se refere às multidões, no plural. Jamahiriya será portanto uma "república" na qual se destaca o carácter público ou multitudinário. A correspondência latina seria res publicissima.

## Governo de assembleias e tribos
A palavra Jamahiriya designa uma forma de governo baseada na democracia direta Não há partidos políticos, uma característica das democracias representativas. Esse modelo de democracia direta baseia-se, segundo o governo líbio, nos conselhos locais e comunas - os chamados Congressos Populares de Base", sem  outro intermediário entre o povo e o  Estado. Desses conselhos locais nasce o poder legislativo do país, o Congresso Geral do Povo, e, deste último, o Comitê Geral do Povo que detém o poder executivo presidido por um primeiro-ministro. Adicionalmente, a Jamahiriya rechaça a ideia da Líbia como um Estado-nação, pois os vínculos tribais se mantêm como a fonte primária da organização política, inclusive dentro das forças armadas.
Desde 1971, todos os partidos políticos foram proibidos na Líbia, sob o argumento de que não representam verdadeiramente a população. Segundo o governo líbio, com a forma de governo da Jamahiriya, a oposição ao regime participa diretamente no governo, através dos comitês populares.
Embora a democracia direta seja oficialmente aplicada na Líbia, o regime vigente no país é geralmente considerado como uma ditadura de facto, controlada pelo coronel Gaddafi e membros do seu círculo de poder.  segundo seus opositores, Muammar Gaddafi, que desde 1977 usava o título oficial de Guia da Revolução, controla os mecanismos de cooptação dos membros dos comitês de democracia direta.. Ainda segundo os críticos da Jamahiriya, na prática, os comitês contribuem para a manutenção do  poder autocrático de Gaddafi e são  instrumentos de repressão política.